# Sceletium
Genre
Classification phylogénétique
Sceletium N.E.Br. est un genre de plante de la famille des Aizoaceae.
Sceletium N.E.Br., in Gard. Chron., ser. 3. 78: 412 (1925), in clave ; N.E.Br. in Phillips, Gen. S. Afr. Fl. Pl.: 245 (1926) [descr. ampl.]
Type : Sceletium tortuosum (L.) N.E.Br. [in Phillips, Gen. S. African Fl. Pl.: 245 (1926)] (Mesembryanthemum tortuosum L.)

## Liste des espèces
- Sceletium albanense L.Bolus
- Sceletium anatomicum L.Bolus
- Sceletium archeri L.Bolus
- Sceletium boreale L.Bolus
- Sceletium compactum L.Bolus
- Sceletium concavum (Haw.) Schwantes
- Sceletium crassicaule L.Bolus
- Sceletium dejagerae L.Bolus
- Sceletium emarcidum (Thunb.) L.Bolus
- Sceletium exalatum Gerbaulet
- Sceletium expansum L.Bolus
- Sceletium framesii L.Bolus
- Sceletium gracile L.Bolus
- Sceletium joubertii L.Bolus
- Sceletium namaquense L.Bolus
- Sceletium ovatum L.Bolus
- Sceletium regium L.Bolus
- Sceletium rigidum L.Bolus
- Sceletium strictum L.Bolus
- Sceletium subvelutinum L.Bolus
- Sceletium tortuosum (L.) N.E.Br.
- Sceletium tugwelliae L.Bolus
- Sceletium varians (Haw.) Gerbaulet